# Jacques De Visscher

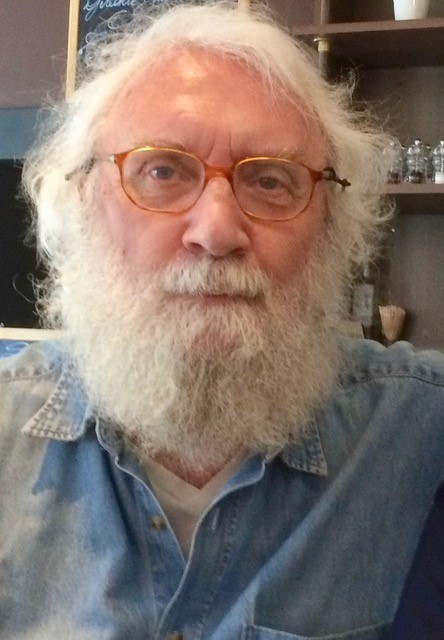

Jacques De Visscher (Gent, 20 juli 1943) is een Vlaams filosoof en emeritus hoogleraar.

## Loopbaan
De Visscher studeert binnenhuisarchitectuur aan het Hoger Architectuurinstituut Sint-Lucas te Gent en werkt in het midden van de jaren zestig in het architectenbureau Pauwels te Kortrijk. Hij begint in 1966 zijn onderwijsloopbaan als lesgever ‘Tekenen’ aan een Middelbare School in Oostakker (Humaniora Broeders van Liefde); daarna, in 1967, wordt hij leraar ‘Artistieke Opvoeding’ aan het Secundair Instituut Sint-Lucas te Gent. Hij studeert in die periode Moraalwetenschap aan de Universiteit Gent en promoveert in 1982 op de studie De tragiek van het kwaad. Een ethicologische hermeneutiek van de religieuze symboliek in ‘Macbeth’ van William Shakespeare in de filmversie van Roman Polański. Van 1991 tot 2005 is hij hoogleraar Kunstfilosofie en Wijsgerige Antropologie aan het Hoger Architectuurinstituut Sint-Lucas (Gent-Brussel). In 1998 wordt hij Bijzonder Hoogleraar Filosofie en Literatuur aan de Radboud Universiteit Nijmegen (emeritaat in 2008).
Zijn filosofische belangstellingsdomeinen zijn ‘Kwaad en verantwoordelijkheid’ (in het vlak van de ethiek), ‘De interpretatie van het kunstwerk’ (in het vlak van de kunstfilosofie), ‘Herbergzaamheid en wonen’ (in het vlak van de architectuurtheorie) en ‘De verheldering van het alledaagse bestaan’ (in het vlak van de anthropo-fenomenologie).
Hij geeft gastcolleges aan de meeste universiteiten van Nederland en Vlaanderen, maar vooral aan de Université du Québec à Montréal (1997- 2010). Een selectie van zijn Canadese gastcolleges verschijnt als Figures de l’hospitalité (Montréal, Nota Bene, 2016).

## Nevenfuncties
In de periode 1968-1976 is hij medewerker-redacteur van het weekblad De Nieuwe (Brussel); met de historicus Raoul Bauer (1944-2022) leidt hij de hoofdredactie van het Tijdschrift voor Diplomatie (1981-1983) en met de zelfde persoon sticht hij De uil van Minerva. Tijdschrift voor geschiedenis en wijsbegeerte van de cultuur (hoofdredactie van 1984 tot 2010). Hij is lid van de redactie van het Amsterdamse Wijsgerig Perspectief op Maatschappij en Wetenschap van 1986 tot 2013 en is voorzitter van De Gentse Cultuurvereniging van 1978 tot 2008.

## Boekpublicaties
- De immorele mens. Een ethicologie van het kwaad (Ambo, 1975)
- ‘Zielekanker’ – Symboliek in de filmkunst van Ingmar Bergman (Universa, 1976)
- Kunst als spiegel voor de mens. Esthetisch ervaren, begrijpen en interpreteren (De Nederlandsche Boekhandel, 1983)
- Het bestaan als valstrik. Kwaad en onschuld in de symbolische filmkunst van Roman Polanski (Universa, 1984)
- Melodie en gemoed. De vruchtbare grenzen van de muziek (De Nederlandsche Boekhandel, 1985)
- Over de school (Grammens, 1987)
- Het geperverteerde verlangen. Ethiek en metafysiek in Shakespeares ‘Macbeth’ (Acco, 1988)
- Het verhaal van de kunst. Een wijsgerige hermeneutiek van het kunstwerk (Boom, 1990)
- Over de levensloop. Een cultuurkritisch essay over de kinderjaren, de schooltijd, de volwassenheid, de ouderdom (DNB/Pelckmans, 1990)
- Franz Kafka. De tragiek van het bestaan (DNB/Pelckmans, 1991)
- De zorg voor het Avondland (Kok Agora, 1991)
- Een te voltooien leven. Over rituele van de moderne mens (Pelckmans, 1996)
- Levende traditie. Essays over opvoeding, onderwijs en vorming (Damon, 1997)
- ‘Hoe langer men voor de deur aarzelt, des te vreemder wordt men’ – Oratie (Katholieke Universiteit Nijmegen, 1998)
- Naakt geboren. Over herbergzaamheid, lijfelijkheid, subjectiviteit en wereldlijkheid (Damon, 1999)
- Onderkennen wat beschikbaar is. Een niet zo nieuwe taak voor onze tijd (Damon, 1990)
- Het symbolische verlangen. Over onze architectonische, erotisch-seksuele en godsdienstig-religieuze zinnebeelden (Klement, 2002)
- Muzenschemering. Kunstwerken in een tijd van nostalgie en restauratie (Klement, 2003)
- Werkwoorden van de ethiek (Klement, 2004)
- Ricœur. De weg naar verstaan (Klement, 2007)
- ‘Honni soit qui symbole y voit’. Over een hedendaagse afwijzing – Afscheidscollege (Radboud Universiteit Nijmegen, 2008)
- Het groteske. Verschijningsvormen en betekenissen van de menselijke excentriciteit (Klement, 2011)
- Toewijding. Voorbij autonomie en zelfbeschikking (Valkhof, 2011)
- Voorbij alle vanzelfsprekendheid. Dialoog met Cornelis Verhoeven (Klement, 2012)
- Leszek Kołakowski. De onrust van onze eeuw (Klement, 2014, in samenwerking met Alicja Gęścińska en Guido Vanheeswijck)
- Figures de l’hospitalité. Conférences de Montréal (Nota Bene, 2016)
- Figuren van de gastvrijheid. Naar een filosofie van de concrete herbergzaamheid (Klement, 2017)

Naast deze zelfstandige boekpublicaties levert hij meer dan honderd bijdragen voor bundels en vertaalt hij teksten van Immanuel Kant, Emmanuel Lévinas, Hannah Arendt en Paul Ricœur.
Zijn publicaties (boeken, bijdragen in boeken en artikelen), alsook de manuscripten ervan berusten in KADOC-Leuven.        
- Digitale Bibliotheek voor de Nederlandse Letteren: viss070
- Gemeinsame Normdatei: 113235844
- International Standard Name Identifier: 0000 0001 0782 6946
- Nationale Bibliotheek van Israël: 987007260243605171
- Système universitaire de documentation: 031151388
- Virtual International Authority File: 64060868